# Ainaro (Suco)
Ainaro ist ein Suco in Osttimor. In ihm liegt die Stadt Ainaro, die Hauptstadt des Verwaltungsamtes Ainaro und der Gemeinde Ainaro.

## Geographie
Der langgezogene Suco erstreckt sich von der Grenze zur Gemeinde Ermera im Nordwesten bis zum Zentrum des Verwaltungsamts im Südwesten, wo die Flüsse Sarai und Maumall zusammenfließen und ab hier den Buronuno bilden. Er mündet schließlich in den Belulik (Bé-lulic). Einen Großteil der Westgrenze zu den Sucos Mau-Ulo, Mau-Nuno und Cassa bildet der hier entspringende Fluss Kilelo und der Sarai, der von Westen kommt. Dem Großteil der Ostgrenze zu den Sucos Manutaci, Soro und Suro-Craic folgt der ebenfalls in der Region entspringende Maumall. Jenseits der Nordgrenze zu Ermera liegt der Suco Parami (Verwaltungsamt Atsabe). Hier steigt das Land auf über 2000 m. Der Suco Ainaro hat eine Fläche von 31,01 km². und teilt sich in die sieben Aldeias Ainaro, Builico (Builiko), Hato-Mera (Hatomera, Hatumera), Lugatú, Nugufú, Sebagulau (Sabagulau, Subagulau) und Teliga.
Die Stadt Ainaro (Ainaro Vila) nimmt die Mitte des Sucos ein. Teliga und der Süden von Builico sind dünner besiedelt. Stadtteile sind neben dem Zentrum, Kertapati im Norden, Maulore im Westen und Mauulo 1 und Mauulo 2 im Süden. Etwas nördlich von Kertapati liegen die Orte Hato-Mera, Nugufú und Sebagulau und am Fuß der Berge das Dorf Teliga. Der westliche Vorort heißt Lugatú. Weiter nach Süden liegt an der Überlandstraße der Ort Builico und am Zusammenfluss der Grenzflüsse Ponta Cassa.

## Einwohner

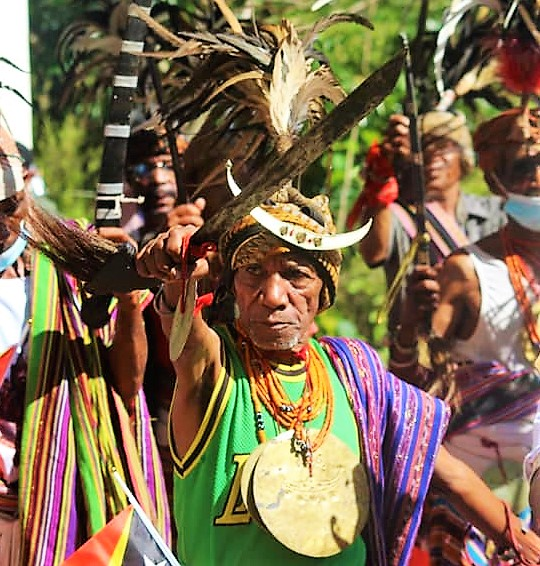
Feierliche Begrüßung in Ainaro

Im Suco Ainaro leben 6.705 Menschen (2015), davon sind 3.405 Männer und 3.300 Frauen. 5.217 von ihnen wohnen in der Stadt, 1.488 in einer ländlichen Umgebung. Im Suco gibt es 1.144 Haushalte. Über 90 % der Einwohner geben Tetum Prasa als ihre Muttersprache an. Etwa 5 % sprechen Mambai, kleine Minderheiten Bunak und Kemak.

## Geschichte
In Sebagulau befindet sich die Tranqueira Subago, eine Befestigungsanlage, die zum Schutz einer Siedlung von den Timoresen angelegt wurde. Die Siedlung wurde noch am Anfang des 20. Jahrhunderts bewohnt. Heute sind noch einige Wehrmauern und Steinaltäre hier erkennbar.
1902 scheiterte in Ainaro ein Aufstand gegen die portugiesischen Kolonialherren. 1912 griff der aufständische Liurai Dom Boaventura während der Rebellion von Manufahi den portugiesischen Militärposten in Ainaro erneut an, wurde aber mit Unterstützung von Nai-Cau, dem Liurai von Soro abgewehrt.
Im Zweiten Weltkrieg landeten die Japaner 1942 auf der Insel Timor. Australien organisierte den Widerstand gegen die Japaner und baute dabei auf die Unterstützung der einheimischen Bevölkerung. Allerdings gab es auch die Colunas Negras (die schwarzen Säulen), timoresische Milizionäre auf Seiten der Japaner, die die Zivilbevölkerung bis zum Ende der japanischen Besatzung terrorisierten. Bis Oktober 1942 blieb die Region um Ainaro von den Japanern unbesetzt. Im Gegensatz zu anderen Liurais verweigerte Aleixo Corte-Real, der Liurai von Soro, eine Zusammenarbeit mit den Japanern. Am 11. August 1942 kam es zum Aufstand in Maubisse, bei der Colunas Negras gegen Portugiesen und pro-portugiesische Timoresen vorgingen. Dom Aleixo entsandte seinen Sohn mit 350 Mann, um gegen die Colunas Negras vorzugehen. Ab März 1943 begannen die Japaner mit Luftangriffen gegen Ainaro und 7000 bis 8000 Colunas Negras fielen ein, um die anti-japanischen Kräfte zu bekämpfen. Dom Aleixo wurde später von den Japanern getötet. Im kolonialen Portugiesisch-Timor wurde er als loyaler Volksheld glorifiziert.

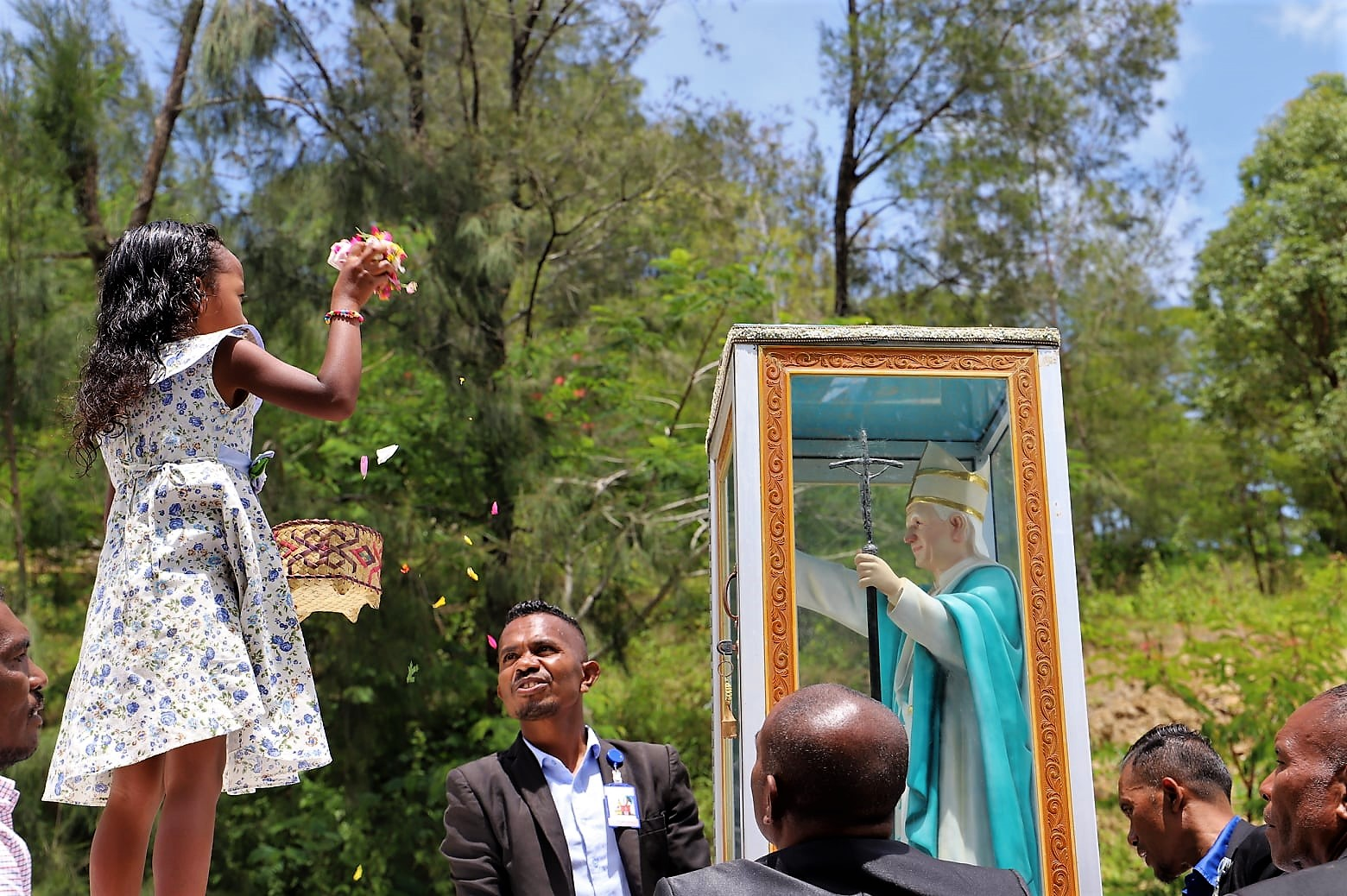
Begrüßung einer Johannes-Paul-II.-Statue in der Kirche von Ainaro (2022)

Im Zuge der Operation Seroja wurde Ainaro am 23. Februar 1975 von den Indonesiern erobert. Während der Besatzungszeit Osttimors bis 1999 war Ainaro eine große Militärbasis des indonesischen Militärs. In der Aldeia Builico, südlich der Stadt Ainaro, liegt eine mehr als hundert Meter tiefe Schlucht, nahe der Straße. Timoresen, welche die Indonesier der Unterstützung der Unabhängigkeitsbewegung verdächtigten, wurden hier ermordet und in die Schlucht gestoßen. Wenn Angehörige bei den indonesischen Behörden nach deren Verbleib fragten, erhielten sie als Antwort „Den haben wir nach Jakarta geschickt“. Damit war der Tod der Verschleppten klar. Der Ort der Morde erhielt daher den Namen Jakarta 2 (Jakarta Dua).
In der Gemeinde waren zahlreiche vom Militär unterstützte Milizionäre aktiv, wie jene der Mahidi. Infolgedessen wurde bei der Gewaltwelle vor und nach dem Referendum zur Unabhängigkeit am 30. August 1999 mehr als 95 % der Gebäude Ainaros zerstört. Viele Einwohner des Verwaltungsamts wurden in dieser Zeit vertrieben oder wurden in westtimoresische Flüchtlingscamps deportiert.

## Einrichtungen und Sehenswürdigkeiten

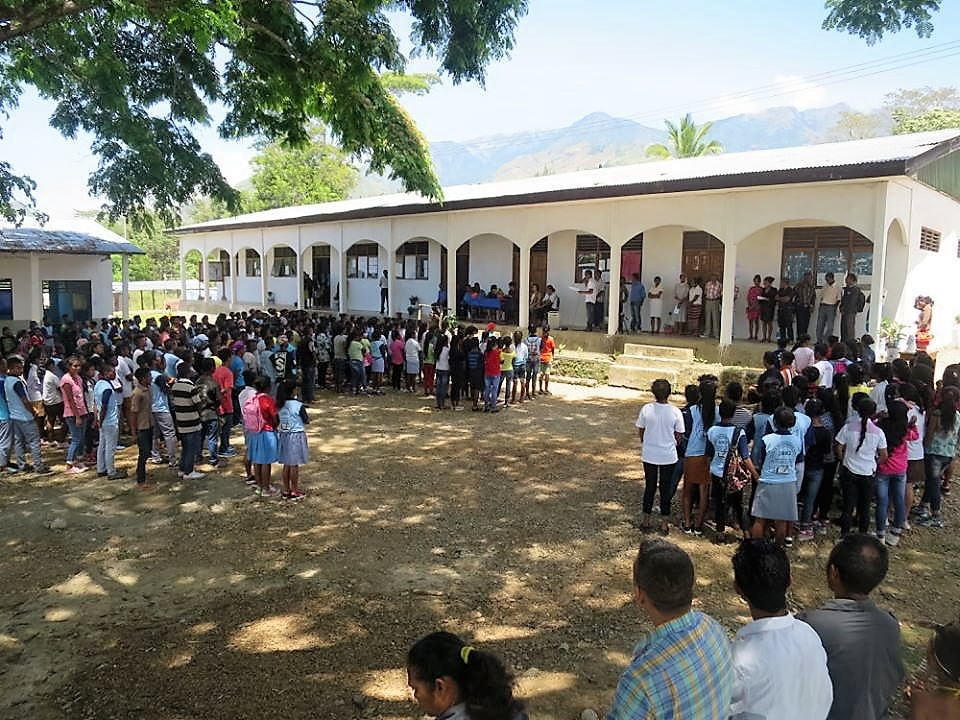
Die Escola Secundária Geral Fernando Lassama de Araújo

Im Suco befinden sich eine Vorschule, mehrere Grundschulen und eine vorbereitende Schule für die Sekundärstufe (Escola Pre-Secondaria No. 1). Im Ort Ainaro liegt die Escola Secundária Geral Fernando Lassama de Araújo. Daneben gibt es in der Stadt einen Markt, ein kommunales Gesundheitszentrum und einen Hubschrauberlandeplatz. Die Kirche Nossa Senhora de Fátima ist die Pfarrkirche der Stadt. 2010 befand sich ein kleines Wasserkraftwerk im Bau, das mit 28 Kilowatt pro Tag 250 Familien in Ainaro mit Strom versorgen soll.
Das Denkmal für Dom Aleixo Corte-Real erinnert nahe dem Ruinen seines Hauses an den Liurai von Soro, der 1943 durch die Japaner getötet wurde. 2021 wurde ein Denkmal für Eulália de Jesus Araújo Corte-Real eingeweiht, die beim Santa-Cruz-Massaker am 12. November 1991 durch die Indonesier ums Leben kam.

## Politik
Bei den Wahlen von 2004/2005 wurde Agapito Fatima Martins zum Chefe de Suco gewählt und 2009 sowie 2016 in seinem Amt bestätigt.

## Persönlichkeiten
- Jacob Xavier (1936 oder 1938 –2012), Politiker geboren in Hato-Mera